# 3COINS
3COINS（スリーコインズ）は、パルが運営する300円を中心とする雑貨を販売する店舗。

## 概要
キッチングッズ・バスアイテム・インテリア雑貨・靴下・アクセサリー・シューズなど、ベーシックなものから楽しくなるようなデザインのものまで、300円を中心として幅広く取り揃えている。
店舗形態により「3COINS」、「3COINS+plus」、駅構内にある「3COINS OOOPS!」、「3COINS station」の4つに分かれている。店内はいずれも白と黄緑色を基調としたデザインとなっている。
1994年、大阪市北区茶屋町に1号店がオープン。服だけでなく、雑貨も好きだった社員が、パルにとって初の雑貨業態に挑んだ。当時はすでに100円均一で様々な商品を販売する100均（100円ショップ）が存在していた中、「衝動買い」も期待できる買いやすい価格として300円に着目し、「パルとしてファッションも切り口にしながら、少しこだわりのあるモノを売っていこう」と店作りをしてきた。
3COINSが全国展開する転換点となったのが2000年。東南アジアを中心に自社商品の企画・生産を始めると同時に、店舗の内装を白と黄緑色で統一した。同年は16店舗、売上7億円だったが、体制を整えると出店を急速に伸ばし、2004年には42店舗、売上30億円を越え、2010年には63店舗、売上89億円まで拡大した。
アイテム数は1店舗当たり1600から2000点で、取り扱う商品は1か月半でほぼ入れ替わる。
最初の出店から24年後の2018年4月には、店舗数が185まで拡大した。
全国規模で出店しており、2022年10月に鳥取県へ出店後、2023年1月末時点で未出店なのが新潟県のみとなっていたが、その新潟県も2023年2月23日に出店をし、全都道府県出店を達成した。

## コラボレーション
2022年10月、3COINSとサウナポータルサイト『サウナイキタイ』がコラボレーションしたサウナグッズが期間限定で販売された。翌年の2023年10月にも第2弾としてまた販売された。

## テレビ番組
- 日経スペシャル カンブリア宮殿 "300均"スペシャル ～新たな消費を生む"300円"の価値（2011年7月7日、テレビ東京）[6]